# Ine (Ajeltokrok)
Ine ist ein langgestrecktes Motu im Süden des Arno-Atolls der pazifischen Inselrepublik Marshallinseln.

## Geographie
Ine bildet den Südrand der Arno Main Lagoon. Das Motu ist sehr langgestreckt (etwa 22 Kilometer) und zieht sich vom südöstlichsten Punkt der Lagune nach Westen und im Weiteren im Verlauf nach Nordwesten. Dabei ist die Insel im Schnitt nur 200 Meter breit. Im östlichen Drittel der Insel liegt der gleichnamige Ort mit dem Landeplatz bei Stony Pont. Die Insel zieht sich in großen Schwüngen nach Westen, wo im westlichen Drittel, welches sich zudem weiter nach Norden wendet, die Orte Warwir (Warwor; ⊙) und Lukwoj (Rubochi Island, Rukochi, Rukochi-To; ⊙) liegen. Nach Nordwesten schließt sich die Insel Arno an. Die Insel gehört zum traditionellen Gebiet Ajeltokrök.